# 三上佳孝
三上 佳孝（みかみ よしたか、1982年5月24日 - ）は、千葉県君津市出身の元競輪選手。日本競輪学校（当時。以下、競輪学校）第88期卒業。師匠は「無冠の帝王」と呼ばれた東出剛（54期）。現役当時は日本競輪選手会千葉支部所属。血液型はA型。ホームバンクは千葉競輪場。 脚質は追捲。

## 来歴
千葉県立京葉工業高等学校の在学中にアジア自転車競技選手権大会やアジアジュニア自転車競技選手権大会、ジュニアトラック世界選手権大会の代表選手団として派遣されるなど、スプリント種目で頭角をあらわす。
競輪学校時代の88期には山崎芳仁、成田和也、柏野智典、武田豊樹、金成和幸、石橋慎太郎らがいる。

## 主な記録
- 初出走 - 2003年7月6日　千葉競輪場
- A級初優勝 - 2004年9月14日　弥彦競輪場
- S級初勝利 - 2007年7月10日　弥彦競輪場
- 引退 - 2021年9月13日

- 通算出走数 - 1585走（優勝38回・1着357回・2着186回・3着132回）
- 100勝 - 2007年5月5日　取手競輪場
- 200勝 - 2016年5月14日　福井競輪場
- 300勝 - 2016年6月14日　大宮競輪場

## 引退後

### 実業家
競輪選手を引退後、中古車販売業を起業。2021年12月7日、東京都葛飾区にて事業を法人化し、株式会社33ガレージを設立。
競輪選手や芸能関係者をはじめとする複数の著名人が、同社を訪れた時の様子などをSNSに取り上げている。
2022年12月20日に葛飾区SDGs宣言事業所としての取り組みを発表。
2023年6月21日、静岡県沼津市戸田のはかま滝オートキャンプ場（戸田森林組合）にコールマン社のキャンプ用品一式を寄贈したことをプレスリリースで明らかにした。

### 解説者
インターネットテレビ局「ABEMA」の「ABEMA 競輪・オートレースチャンネル」のウィンチケットに出演。
解説者として主にミッドナイト競輪で月に3回程度不定期出演している。
番組内では、酒好きキャラが定着。予想が当たると「スタッフ、お酒持って来て」と言うのが定番。ただしコロナ禍以降、特別な時を除き番組内でアルコール飲料が提供されることはない。
2023年6月22日の競輪ナイターSP 函館 F1初日ナイターでは、函館の地元酒がふるまわれた。
番組出演当初よりジャケットを着用していたが、番組構成の変更に伴い2023年5月4日の放送時から、三上が社長を務める会社のオリジナルTシャツを愛用。後に、両袖のQRコード付きデザインのポロシャツに変更。オリジナルポロシャツは2023年8月1日から一般販売されている。